# Mètode de Hamilton
El mètode de Hamilton, Mètode de Hare, Mètode de Niemeyer, Mètode de Vinton o Mètode dels màxims residus és un sistema electoral quan hi ha multipartidisme per proporcionar escons en assemblees amb representació proporcional. Contrasta amb els mètodes de les mitjanes més altes.

## Mètode
El Mètode de Hamilton requereix que el nombre de vots de cada partit es divideixi per una quota que representa el nombre de vots requerit per un escó.

## Exemples
Suposem que es presenten set partits per escollir 21 escons, els partits reben 1.000.000 vots repartits de la següent manera:
| Partit A | 391.000 vots |
| Partit B | 311.000 vots |
| Partit C | 184.000 vots |
| Partit D | 73.000 vots  |
| Partit E | 27.000 vots  |
| Partit F | 12.000 vots  |
| Partit G | 2.000 vots   |

### Quota Hare
La suma dels vots dels partits o és igual al total de vots.
| Partit              |                        | Partit A            | Partit B            | Partit C            | Partit D            | Partit E            | Partit F            | Partit G            | Total     |
| ------------------- | ---------------------- | ------------------- | ------------------- | ------------------- | ------------------- | ------------------- | ------------------- | ------------------- | --------- |
| Vots per partit     | {\displaystyle m_{i}}  | 391.000             | 311.000             | 185.000             | 73.000              | 27.000              | 12.000              | 2.000               | 1.000.000 |
| Quota               | {\displaystyle m/n}    | {\displaystyle m/n} | {\displaystyle m/n} | {\displaystyle m/n} | {\displaystyle m/n} | {\displaystyle m/n} | {\displaystyle m/n} | {\displaystyle m/n} | 47.619    |
| Escons per quocient | {\displaystyle e_{i}}  | 8                   | 6                   | 3                   | 1                   | 0                   | 0                   | 0                   | 18        |
| Vots per quocient   | {\displaystyle qe_{i}} | 380.952             | 285.714             | 142.857             | 47.619              | 0                   | 0                   | 0                   | 857.142   |
| Residu de vots      | {\displaystyle r_{i}}  | 10.048              | 25.286              | 41.143              | 25.381              | 27.000              | 12.000              | 2.000               | 142 858   |
| Escons per residu   |                        |                     |                     | +1                  | +1                  | +1                  |                     |                     | +3        |
| Total d'escons      | {\displaystyle p_{i}}  | 8                   | 6                   | 4                   | 2                   | 1                   | 0                   | 0                   | 21        |

### Quota Droop
| Partit              |                           | Partit A                  | Partit B                  | Partit C                  | Partit D                  | Partit E                  | Partit F                  | Partit G                  | Total     |
| ------------------- | ------------------------- | ------------------------- | ------------------------- | ------------------------- | ------------------------- | ------------------------- | ------------------------- | ------------------------- | --------- |
| Vots per partit     | {\displaystyle m_{i}}     | 391.000                   | 311.000                   | 185.000                   | 73.000                    | 27.000                    | 12.000                    | 2.000                     | 1.000.000 |
| Quota               | {\displaystyle 1+m/(n+1)} | {\displaystyle 1+m/(n+1)} | {\displaystyle 1+m/(n+1)} | {\displaystyle 1+m/(n+1)} | {\displaystyle 1+m/(n+1)} | {\displaystyle 1+m/(n+1)} | {\displaystyle 1+m/(n+1)} | {\displaystyle 1+m/(n+1)} | 45.456    |
| Escons per quocient | {\displaystyle e_{i}}     | 8                         | 6                         | 4                         | 1                         | 0                         | 0                         | 0                         | 19        |
| Vots por quocient   | {\displaystyle qe_{i}}    | 363.648                   | 272.736                   | 181.824                   | 45.456                    | 0                         | 0                         | 0                         | 863.664   |
| Residu de vots      | {\displaystyle r_{i}}     | 27.352                    | 38.264                    | 2.176                     | 27.544                    | 27.000                    | 12.000                    | 2.000                     | 136.336   |
| Escons per residu   |                           |                           | +1                        |                           | +1                        |                           |                           |                           | +2        |
| Total d'escons      | {\displaystyle p_{i}}     | 8                         | 7                         | 4                         | 2                         | 0                         | 0                         | 0                         | 21        |

### Quota Imperiali
| Partit              |                         | Partit A                | Partit B                | Partit C                | Partit D                | Partit E                | Partit F                | Partit G                | Total     |
| ------------------- | ----------------------- | ----------------------- | ----------------------- | ----------------------- | ----------------------- | ----------------------- | ----------------------- | ----------------------- | --------- |
| Vots per partit     | {\displaystyle m_{i}}   | 391.000                 | 311.000                 | 185.000                 | 73.000                  | 27.000                  | 12.000                  | 2.000                   | 1.000.000 |
| Quota               | {\displaystyle m/(n+2)} | {\displaystyle m/(n+2)} | {\displaystyle m/(n+2)} | {\displaystyle m/(n+2)} | {\displaystyle m/(n+2)} | {\displaystyle m/(n+2)} | {\displaystyle m/(n+2)} | {\displaystyle m/(n+2)} | 43.478    |
| Escons per quocient | {\displaystyle e_{i}}   | 8                       | 7                       | 4                       | 1                       | 0                       | 0                       | 0                       | 20        |
| Vots por quocient   | {\displaystyle qe_{i}}  | 347.824                 | 304.346                 | 173.912                 | 43.478                  | 0                       | 0                       | 0                       | 869.560   |
| Residu de vots      | {\displaystyle r_{i}}   | 43.176                  | 6.654                   | 10.088                  | 29.522                  | 27.000                  | 12.000                  | 2.000                   | 130.440   |
| Escons per residu   |                         | +1                      |                         |                         |                         |                         |                         |                         | +1        |
| Total d'escons      | {\displaystyle p_{i}}   | 9                       | 7                       | 4                       | 1                       | 0                       | 0                       | 0                       | 21        |

### Pros i contres
Resulta relativament fàcil pel votant entendre amb el mètode Hamilton com es distribueixen els escons. La quota Hare dona avantatge als partits més petits mentre que la quota Droop afavoreix els partits més grans.
El mètode de Hamilton pot crear algunes paradoxes de repartició. Un exemple d'aquestes és la Paradoxa d'Alabama, en què el fet d'augmentar el nombre d'escons disponibles per a repartir pot provocar que algun dels partits vegi disminuïda la quantitat de representants que obté. Això fa que actualment siguin molt més usats en les lleis electorals els mètodes de les mitjanes més altes (com per exemple, la regla D'Hondt), que no es veuen afectats per aquest tipus de paradoxa.